# 莱顿 (犹他州)
莱顿是美国犹他州戴维斯县下属的一座城市。该市面积大约为22.17平方英里（57.4平方公里），海拔约为4,350英尺（1,330米）。根据2010年美国人口普查，该市有人口67,311人。